# آندومتریت
آندومتریت (به انگلیسی: Endometritis) التهاب آستر رحم (آندومتر) است. آندومتریت شایع‌ترین عفونت پس از زایمان است. همچنین این بیماری یکی از بیماری‌هایی است که اختلال التهابی لگن (PID) را تشکیل می‌دهند.
آندومتریت به شکل‌های حاد و مزمن تقسیم می‌شود. شکل حاد بیماری معمولاً عفونتی است که در نتیجهٔ سقط جنین یا در دوران قاعدگی، پس از زایمان، در اثر دوش واژینال یا استفاده از آی‌یودی که از دهانهٔ رحم عبور می‌کند، ایجاد می‌شود. عامل ایجادکنندهٔ آندومتریت پس از زایمان سزارین، پارگی طولانی مدت غشا است. آندومتریت مزمن پس از یائسگی شایع‌تر است. تشخیص ممکن است با نمونه برداری از آندومتر تأیید شود. سونوگرافی برای تأیید اینکه هیچ بافتی در رحم وجود ندارد، مفید است.
درمان معمولاً با آنتی‌بیوتیک صورت می‌گیرد. توصیه‌های درمانی برای آندومتریت پس از زایمان شامل کلیندامایسین با جنتامایسین است. همچنین آزمایش‌های سوزاک و کلامیدیا نیز در افراد در معرض خطر توصیه می‌شود. حالت مزمن بیماری ممکن است با داکسی‌سایکلین درمان شود. نتایج درمان به‌طور کلی خوب است.
میزان ایجاد آندومتریت پس از زایمان طبیعی حدود ۲٪، پس از سزارین برنامه‌ریزی شده ۱۰٪ و در صورت عدم استفاده از آنتی‌بیوتیک‌های پیشگیرانه هنگام پارگی غشا قبل از سزارین ۳۰٪ است. اصطلاح «آندومیومتریت» هنگامی استفاده می‌شود که التهاب هم در آندومتر و هم در میومتر (ماهیچهٔ رحم) وجود داشته باشد. این بیماری در سایر جانوران مانند گاو نیز نسبتاً شایع است.

## علائم
علائم این التهاب ممکن است شامل تب، درد زیر شکم و خونریزی یا ترشح غیرطبیعی واژن باشند.

## شکل‌های بیماری

### آندومتریت حاد
آندومتریت حاد با عفونت همراه است. یاخته‌ها و بخش‌های زندهٔ جدا شده بیشتر به سقط جنین، زایمان، ابزار پزشکی و احتباس قطعات جفت نسبت داده می‌شوند. شواهد کافی در مورد استفاده از آنتی‌بیوتیک‌های پیشگیرانه برای جلوگیری از آندومتریت پس از برداشتن جفت به‌صورت دستی در هنگام زایمان طبیعی وجود ندارد. از نظر بافت‌شناسی، در آندومتریت حاد، وجود نوتروفیل در بافت آندومتر ممکن است. نشانه‌های بالینی معمولاً تب بالا و ترشحات چرکی واژن است. قاعدگی پس از آندومتریت حاد طولانی است و در مواردی که عارضه‌ای نداشته باشد، در حالت کمینه پس از ۲ هفته درمان با آنتی‌بیوتیک‌های کلیندامایسین و جنتامایسین IV بهبود می‌یابد.
در جمعیت‌های خاص، این بیماری با عفونت مایکوپلاسما ژنیتالیوم و بیماری التهابی لگن همراه بوده‌است.

### آندومتریت مزمن
آندومتریت مزمن با وجود سلول‌های پلاسما در بستره همراه است. لنفوسیت‌ها، ائوزینوفیل‌ها و حتی فولیکول‌های لنفاوی دیده می‌شوند، اما در نبود سلول‌های پلاسما، برای توجیه تشخیص بافت‌شناسی کافی نیستند. این موارد در ۱۰٪ از نمونه‌برداری‌های آندومتر برای خونریزی نامنظم قابل مشاهده‌اند. شایع‌ترین جانداران، کلامیدیا، سوزاک، استرپتوکوک آگالاکتیه، مایکوپلاسما هومنیس، سل و ویروس‌های گوناگون هستند. بیشتر این جانداران دارای توانایی ایجاد بیماری التهابی لگن مزمن هستند. بیماران مبتلا به آندومتریت مزمن ممکن است مبتلا به سرطان دهانهٔ رحم یا سرطان مخاط رحم باشند (اگرچه علت عفونی شایع‌تر است). درمان با آنتی‌بیوتیک، درمانی است که در بیشتر موارد (بسته به علت اصلی) با تسکین نسبتاً سریع علائم تنها پس از ۲ تا ۳ روز همراه است. زنان مبتلا به آندومتریت مزمن در معرض خطر بالاتری برای از دست دادن بارداری هستند و درمان بیماری نتایج بارداری آینده را بهبود می‌بخشد.
آندومتریت گرانولوماتوز مزمن معمولاً به دلیل سل ایجاد می‌شود. گرانولوم‌ها کوچک، پراکنده و بدون حالت پنیری هستند و به‌درستی تشکیل نمی‌شوند زیرا رشد آنها تا ۲ هفته طول می‌کشد و آندومتر هر ۴ هفته ریزش می‌کند.
در پزشکی انسانی، پیومترا (که از اهمیت دامپزشکی نیز برخوردار است) نوعی آندومتریت مزمن است که در زنان مسن دیده می‌شود و باعث تنگی دهانهٔ رحم، تجمع ترشحات و عفونت می‌شود. نشانهٔ آندومتریت مزمن ترشحات آغشته به خون است اما در پیومترا بیمار از درد پایین شکم شکایت دارد.

## پیومترا (فساد رحم)
پیومترا تجمع چرک در حفره رحم را توصیف می‌کند. برای تشکیل پیومترا، باید در دهانهٔ رحم عفونت و انسداد وجود داشته باشد. علائم و نشانه‌ها شامل درد پایین شکم (سوپراپوبیک)، سفتی، تب و ترشح چرک در هنگام ورود سوند به رحم است. پیومترا با توجه به فرهنگ و حساسیت به آنتی‌بیوتیک درمان می‌شود.